# カレンニー州暫定執行評議会
カレンニー暫定執行評議会 (カレンニーざんていしっこうひょうぎかい、英語: Karenni State Interim Executive Council、略称:カレンニーIEC)はミャンマー・カレンニー州で設立された臨時政府である。

## 歴史
カレンニー暫定執行評議会は、ミャンマー内戦中の2023年6月12日にカレンニー州諮問評議会(KSCC)によって設立された。同評議会はカレンニー州のカレンニー抵抗勢力を統合して地域に安定をもたらし、抵抗勢力支配地域に統一した政権を確立することを目的としている。カレンニーIECはミャンマー内戦中に設立された最初の臨時地方政府であり、その後チンランド評議会などの暫定政府が設立された。

## 行政機構
カレンニーIECは内務・教育・保健・人道支援・法務・財務・運輸の8部門を有する。カレンニーIECは独自の司法制度を確立し、県裁判所や郡区裁判所の管理も開始した。内務部門の傘下には独自の警察組織であるカレンニー州警察（KSP）が置かれている。

## 指導部
- ウーレー議長
- クン・べドゥ（英語版）副議長
- モーポーミャー財務長官
- プルーレー総書記
- ズーパドンマー第一書記
- バニャークンアウン第二書記[6]